# Капелл, Элджернон, 8-й граф Эссекс
Элджернон Джордж де Вер Капель, 8-й граф Эссекс (англ. George Devereux de Vere Capell, 7th Earl of Essex; 21 февраля 1884 — 8 декабря 1966) — британский аристократ и актёр-любитель.

## Происхождение и образование
Родился 21 февраля 1884 года. Единственный сын Джорджа Капеля, 7-го графа Эссекса (1857—1916), и его первой жены Эленор Харриет Марии Харфорд (1860—1885). После смерти матери в 1885 году его отец женился во второй раз на американской наследнице и светской львице Адель Грант, дочери нью-йоркского железнодорожного магната Дэвида Бича Гранта из Grant Locomotive Works.
Его дедушкой и бабушкой по отцовской линии были подполковник Артур де Вере Капель, виконт Молден (1826—1879), сын Артура Капелла, 6-го графа Эссекса, и Эмма Марта Мью. Его мать была старшей дочерью Уильяма Генри Харфорда и Эллен Тауэр (дочь преподобного Уильяма Тауэра, викария Браугинга).
Он получил образование в Итонском колледже.

## Карьера
Он служил в 7-м гусарском полку, получив звание лейтенанта. Он также служил в Хартфордширском йоменском полку и в службе переправы, получив звание временного капитана.
После смерти отца в 1916 году он унаследовал титул 8-го графа Эссекса. Смерть отца повлекла за собой окончательный упадок родового поместья семьи Капелль, поместья Кассиобери-хаус . Налог на наследство, форма налогообложения, введенная в 1894 году либеральным правительством, налагал все большее финансовое бремя на аристократию и землевладельцев и был ответственен за раздел многих крупных поместий по всей Британии. Вдове его отца, Адель, был предъявлен значительный налоговый счет, и через шесть лет она решила продать поместье Кассиобери и его содержимое. Однако покупатель на дом так и не нашелся до смерти Адель в июле 1922 года. Он оставался незанятым еще пять лет, прежде чем был продан на стройматериалы и снесен в 1927 году. Участок был приобретен застройщиками, и сегодня это жилой район Кассиобери, а остальная часть поместья используется под парк Кассиобери.

## Актёрская карьера
Лорд Эссекс был опытным актером-любителем и выступал в своем собственном доме, поместье Боденем, Херефордшир, с труппой Пьеро. Позже он организовал небольшую труппу под названием «Канарейки» для благотворительных представлений. Будучи звездой шоу, граф пел комические и сентиментальные песни. Как сообщается, другими участниками были дочь садовника, деревенская швея и три фермера.

## Личная жизнь
Лорд Эссекс был женат четыре раза. Его первый брак, который называли «браком-беглецом» , был заключен 28 сентября 1905 года с Мэри Эвелин Стюарт Фримен (? — 30 октября 1955 года), старшей дочерью Уильяма Рассела Стюарта Фримена из The Old Manor House в Уингрейве (построенного Ханной де Ротшильд в 1876 году). До развода в 1925 году у них был один сын:
- Реджинальд Джордж де Вере Капель, 9-й граф Эссекс (9 октября 1906 — 18 мая 1981), был дважды женат, но не имел детей[14].

Его второй брак был заключен 10 февраля 1926 года с Элис Монтгомери (урожденной Фолкинэр) Скотт-Браун (? — 19 марта 1977), бывшей жене Эрнеста Скотт-Брауна и дочери Роберта Хейса Фолкинэра. Супруги развелись в 1950 году.
Лорд Эссекс женился в третий раз 10 декабря 1950 года на Заре Милдред Карлсон из Лос-Анджелеса, Калифорния, которая работала в консульском персонале США в Мельбурне. Они развелись в 1957 году.
В 1957 году он женился в четвертый раз на Кристине Мэри Дэвис (? — 1985), дочери Джорджа Фредерика Дэвиса из Хэндсворт-Вуда.
Лорд Эссекс скончался 8 декабря 1966 года. После его смерти его единственный сын Реджинальд унаследовал графство. Когда его сын умер бездетным в 1981 году, титул стал бездействующим на восемь лет, пока его не возродил дальний родственник Роберт Капелл.